# Ixora yavitensis
Ixora yavitensis är en måreväxtart som beskrevs av Julian Alfred Steyermark. Ixora yavitensis ingår i släktet Ixora och familjen måreväxter. Inga underarter finns listade i Catalogue of Life.